# Gonia aterrima
Gonia aterrima là một loài ruồi trong họ Tachinidae.